# Alexandre Desgrez
 (mai 2010).
Si vous disposez d'ouvrages ou d'articles de référence ou si vous connaissez des sites web de qualité traitant du thème abordé ici, merci de compléter l'article en donnant les références utiles à sa vérifiabilité et en les liant à la section « Notes et références ».
Alexandre Desgrez, né le 15 juillet 1863 à Bannes (Haute-Marne) et mort le 20 janvier 1940 à Mennecy, est un médecin, chimiste, hydrologiste et climatologue français.

## Biographie
Début juin 1915, alors professeur à la faculté de médecine de Paris, il fit partie des quatre pharmaciens de la section de protection de la Commission des gaz asphyxiants (remplacée par la Commission des études chimiques de guerre le 18 juin). En 1917, il élabora la neutralisation de l’ypérite par le chlorure de chaux et mit au point un procédé de nettoyage des vêtements contaminés.
En 1923, Alexandre Desgrez est élu président de l’Association française pour l'avancement des sciences (Afas). Le 10 mars 1924, il est élu membre de l'Académie des sciences (division des académiciens libres), membre de l'Académie de médecine.
Il est le père de 5 enfants dont le médecin Pierre Desgrez.

## Distinction
- Commandeur de la Légion d'honneur (le 19 janvier 1936[1])